# Дом Ордос

Эмблема Дома Ордос из компьютерной игры Emperor: Battle for Dune.

Дом О́рдос — один из Великих Домов вселенной Дюны в компьютерных играх от студии Westwood. Дом Ордос не присутствует в оригинальных романах Фрэнка Герберта и впервые упоминается в апокрифической «Энциклопедии Дюны» профессора Уиллиса Макнелли.

## История создания
Дом Ордос был впервые кратко упомянут в 1984 году в «Энциклопедии Дюны» Уиллиса Макнелли в числе других Великих Домов; в книге не было указано никаких касающихся его подробностей, за исключением геральдических. Впоследствии существенно дополненный образ Дома был использован Westwood Studios в качестве третьей основной стороны конфликта в сюжете игры Dune II, наряду с Домами Атрейдес и Харконнен. По признанию продюсера игры Бретта Сперри, разработчики изначально планировали задействовать в качестве третьей стороны конфликта Икс, однако позднее выбор пал на Ордосов; в результате игровой образ последних, созданный Westwood, отчасти перенял «техногенные» черты иксанцев. Благодаря своему появлению в Dune II Дом Ордос приобрёл огромную популярность в среде фанатов Дюны и геймеров. Дом Ордос продолжал играть ключевую роль, сохраняя свой характерный образ, и в последующих играх Westwood Studios по мотивам вселенной Дюны — Dune 2000 и Emperor: Battle for Dune.

## Описание

### Характерные черты
Характерными чертами Дома Ордос являются скрытность и таинственность. Главная цель Ордосов — это установление своей власти в империи и увеличение своего богатства. Ордосы противопоставляются всем остальным Домам Ландсраада, потому что в отличие от честных и справедливых Атрейдесов и жестоких и коварных Харконненов, Дом Ордос правит, полагаясь на оружие наёмников и экзотические технологии. Основу своих технологий они получают, смешивая и дорабатывая необычные и опасные разработки Икса и Тлейлаксов. Эти технологии послужили накоплению Домом Ордос большого богатства, которое сделало их боязливыми, жадными и изворотливыми.

### Правители
Отличие Дома Ордос от остальных Великих Домов состоит и в том, что правители Дома не являются одной семьёй, а представляют собой четырёх богатых предпринимателей, которые соединили свой разум в единое целое посредством странных биомеханических устройств. Эти четыре существа называют себя экзекьюторами (англ. executor — буквально «исполнитель»). Они окружили себя ореолом тайны, которую ревностно охраняют (любые попытки шпионажа пресекаются мгновенно). Волю экзекьюторов до подданных и всего остального мира доносит не менее таинственный Спикер Дома Ордос, который соединён с экзекьюторами через биомеханические устройства, аналогичные соединяющим их между собой.

### Владения

Сигма Дракон IV из компьютерной игры Dune 2000 (1998).

Дом Ордос обосновался на планете Сигма Дракона IV, которая представляет собой ледяной ад. В той же звёздной системе располагается планета Коррин (вторая от звезды), на которой произошла легендарная Битва за Коррин, положившая конец Мыслящим машинам всемирной компьютерной сети Омниус.

### Герб
Энциклопедия Дюны описывает герб Дома Ордос как щит, на котором изображены две белые диагонально перекрещенные кости, в верхней левой части увитые зелёным плющом. Разработчики игры Dune II взяли для Дома Ордос другой герб из той же «Энциклопедии Дюны» — герб дома Валлах, представляющий собой книгу, обвитую змеёй. Вариация этого же герба присутствует и в Dune 2000, а в Emperor: Battle for Dune разработчики изменили его на изображение синей планеты на фоне ромба из драгоценных металлов, обвитой медной змеёй.

### Сноски
1. ↑  Вероятно, это одна из купленных либо найденных Домом Ордос технологий, впоследствии доработанных его силами.